# Левченко, Юлия Андреевна
Юлия Андреевна Ле́вченко (укр. Юлія Андріївна Левченко; род. 28 ноября 1997, Бахмут, Украина) — украинская прыгунья в высоту, серебряный призёр чемпионата мира 2017 года, участница летних Олимпийских игр 2016 года, олимпийская чемпионка среди юношей 2014 года. Двукратная чемпионка Украины (2018, 2019). Трёхкратная чемпионка Украины в помещении (2018, 2019, 2023).
Младший лейтенант ВСУ.

## Биография
Юлия Андреевна Левченко родилась 28 ноября 1997 года в городе Бахмут, Донецкая область.
В детстве переехала в Киев, посещала художественную школу и танцевальный кружок. Высшее образование Левченко получила в Национальном университете физического воспитания и спорта.

## Карьера

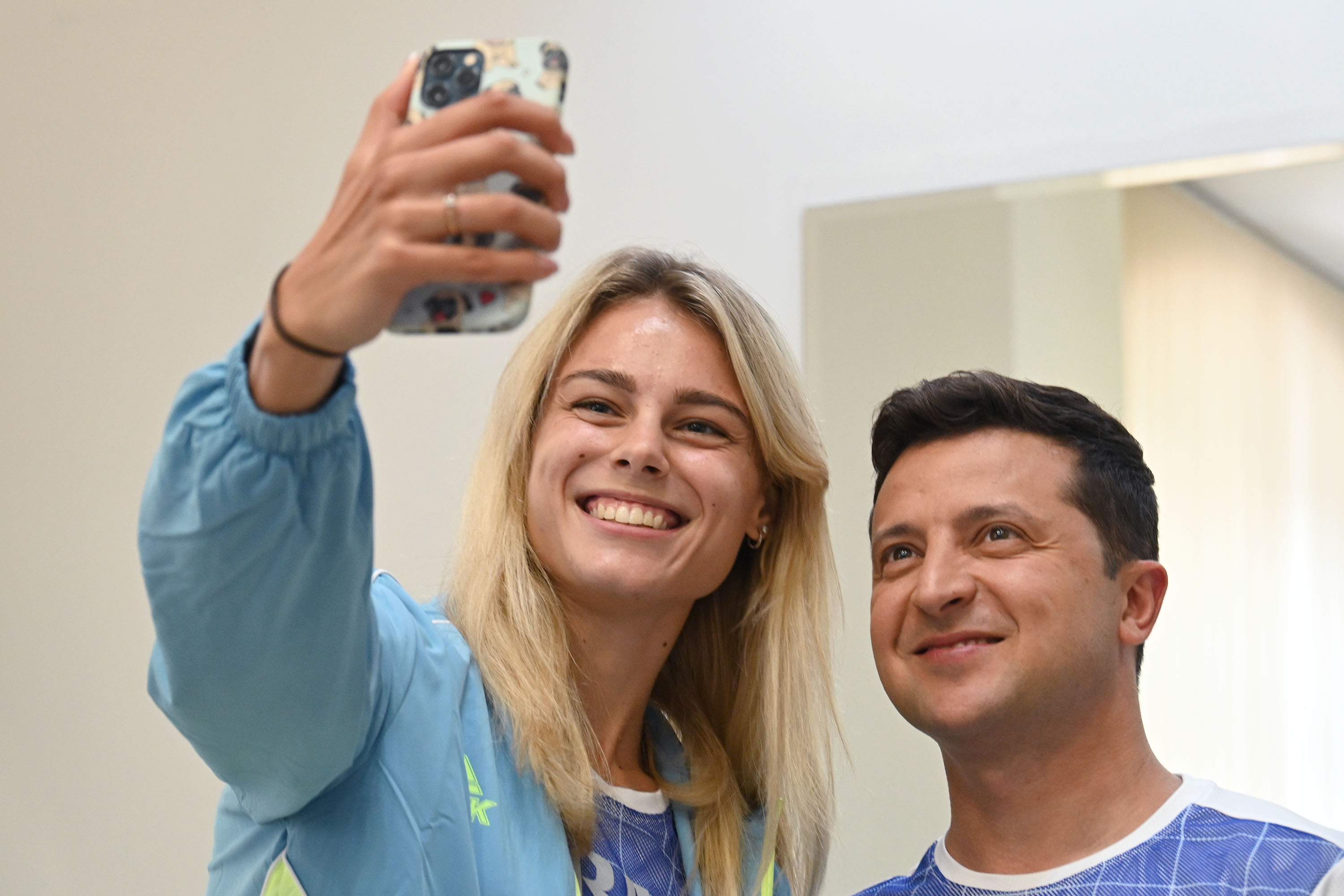
Юлия Левченко и президент Украины Владимир Зеленский

Дебютировала на международной арене в 2013 году на юношеском чемпионате мира в Донецке, где заняла 13 место. 
В 2014 году выиграла Летние юношеские Олимпийские игры в Нанкине. В том же году году Национальным олимпийским комитетом Украины Юлия была признана «Олимпийской надеждой Украины». 
В 2016 году на своей дебютной Олимпиаде в Рио-де-Жанейро не попала в финал, заняв в квалификации 19 место.
В 2019 году на командном чемпионате Европы в Быдгоще выиграла золотую медаль с результатом 1,97 м. 10 сентября 2019 года одержала победу на матчевой встрече Европа — США в Минске, установив личный рекорд с результатом 2,02 м, опередив Марию Ласицкене (1,98) и Ирину Геращенко (1,98).
На Олимпийских играх 2020 в Токио Юлия смогла выйти в финал и заняла восьмое место.

## Награды
- Медаль «За труд и доблесть» (7 марта 2018 года)[12]

## Основные результаты
| Год  | Соревнования                      | Место проведения          | Место    | Результат |
| ---- | --------------------------------- | ------------------------- | -------- | --------- |
| 2013 | Чемпионат мира среди юношей       | Донецк, Украина           | 13       | 1,70 м    |
| 2014 | Летние юношеские Олимпийские игры | Нанкин, Китай             | 1        | 1,89 м    |
| 2015 | Чемпионат Европы среди юниоров    | Эскильстуна, Швеция       | 6        | 1,83 м    |
| 2015 | Чемпионат мира                    | Пекин, Китай              | 24 (кв.) | 1,85 м    |
| 2016 | Чемпионат мира среди юниоров      | Быдгощ, Польша            | 3        | 1,86 м    |
| 2016 | Летние Олимпийские игры           | Рио-де-Жанейро, Бразилия  | 19 (кв.) | 1,92 м    |
| 2017 | Чемпионат Европы в помещении      | Белград, Сербия           | 3        | 1,94 м    |
| 2017 | Чемпионат Европы среди молодёжи   | Быдгощ, Польша            | 1        | 1,96 м    |
| 2017 | Чемпионат мира                    | Лондон, Великобритания    | 2        | 2,01 м    |
| 2018 | Чемпионат мира в помещении        | Бирмингем, Великобритания | 5        | 1,89 м    |
| 2018 | Чемпионат Европы                  | Берлин, Германия          | 9        | 1,91 м    |
| 2019 | Чемпионат Европы в помещении      | Глазго, Великобритания    | 2        | 1,99 м    |
| 2019 | Чемпионат Европы среди молодёжи   | Евле, Швеция              | 1        | 1,97 м    |
| 2019 | Чемпионат мира                    | Доха, Катар               | 4        | 2,00 м    |
| 2021 | Чемпионат Европы в помещении      | Торунь, Польша            | 4        | 1,94 м    |
| 2021 | Олимпийские игры                  | Токио, Япония             | 8        | 1,96 м    |
| 2022 | Чемпионат мира                    | Юджин, США                | 15 (кв.) | 1,90 м    |
| 2022 | Чемпионат Европы                  | Мюнхен, Германия          | 9        | 1,86 м    |
| 2023 | Чемпионат Европы в помещении      | Стамбул, Турция           | 5        | 1,94 м    |